# Alex DeJohn
Alexander „Alex“ Ray DeJohn (* 10. Mai 1991 im Marlboro Township, New Jersey) ist ein US-amerikanischer Fußballspieler auf der Position eines Abwehrspielers, der seit 2015 im Aufgebot des norwegischen Erstligisten Start Kristiansand steht.

## Karriere

### Karrierebeginn
Alex DeJohn wurde im Jahre 1991 als jüngster Sohn von Rocco und Angela DeJohn im Marlboro Township nahe der Atlantikküste des US-Bundesstaates New Jersey geboren, wo er unter anderem auch mit seinem etwas älteren Bruder Michael aufwuchs. Noch früh begann er seine Laufbahn als Fußballspieler und gehörte auch während seiner High-School-Zeit, die er an der Marlboro High School, einer öffentlichen Schule in seinem Heimatort, verbrachte, dem dortigen Fußballteam an. Während dieser Zeit spielte er unter anderem in den letzten drei seiner vier High-School-Jahre im NJ-ODP-State-Team, war in den Jahren 2007 und 2008 im Region-1-ODP-Team oder erhielt eine Honorable Mention im New-Jersey-All-State-Team 2007 oder New-Jersey-All-State-Third-Team im darauffolgenden Jahr 2008. Des Weiteren führte er seine Mannschaft in seinem Abschlussjahr als Mannschaftskapitän an und war über drei Jahre hinweg All-District-Defender. Im Jahre 2009 begann er sein Studium an der Old Dominion University im über 500 Kilometer entfernten Norfolk, Virginia, und war auch hier für deren Sportabteilung als Fußballspieler im Einsatz. Bereits in seinem Freshman-Jahr kam der als Abwehrspieler ausgebildete DeJohn, der nebenbei auch der 1998 gegründeten Players Development Academy mit Sitz in Bernardsville, New Jersey, angehörte, in 13 Meisterschaftsspielen für die Old Dominion Monarchs zum Einsatz, wobei er selbst torlos blieb.
Im darauffolgenden Sophomore-Jahr 2010 avancierte DeJohn rasch zur Stammkraft im Team des aus Nordirland stammenden langjährigen Trainers Alan Dawson und war dabei in allen 18 absolvierten Partien von Beginn an am Rasen, blieb selbst jedoch erneut torlos. Erst in seinem Junior-Jahr konnte sich Alex DeJohn auch als Torschütze präsentieren und erzielte bei 19 Einsätzen, davon alle von Beginn an, einen Treffer und bereitete einen weiteren für seine Teamkollegen vor. 2011 wurde er auch in die Stihl-Classic-All-Tournament-Selection gewählt. In seinem abschließenden Senior-Jahr startete er abermals in allen seiner insgesamt 16 Meisterschaftseinsätze und erzielte dabei ein Tor beim landesweit von Fox Soccer ausgestrahlten Spiel gegen die George Mason University. Außerdem wurde er zum Abschluss als Abwehrspieler ins All-CAA-Second-Team geholt. In der bereits erwähnten Players Development Academy gehörte er dem Team PDA Cruyff an und wurde schließlich noch als Teil dieses nach beendetem Studium als 42. Pick in der dritten Runde des MLS Supplemental Draft 2013 zum MLS-Franchise New England Revolution gedraftet. Dies war zugleich, nach dem Jahre 2011, als er in der spielfreien Zeit an der Universität für die Central Jersey Spartans mit Spielbetrieb in der USL Premier Development League in Erscheinung trat, seine zweite Vereinsstation im Herrenfußball. Dabei wurde DeJohn im nur von 2009 bis 2013 existierenden Team vom Nordiren Sam Nellins in elf Ligapartien eingesetzt und blieb in dieser Zeit torlos.

### Wechsel nach Europa
Nachdem er es zu keinen Einsätzen für die Revs gebracht hatte, folgte ein baldiger Wechsel des 1,83 m großen Defensivakteurs zum damaligen finnischen Drittligisten Ekenäs IF. In der Eteläinen, so der Name einer der vier Gruppen der Kakkonen, in der die Ekenäs IF vertreten war, wurde DeJohn umgehend als Stammspieler eingesetzt und kam bis auf eine Rotsperre für ein Spiel in allen Meisterschaftspartien zum Einsatz. Dabei konnte er am 25. Mai 2013 bei einem 3:0-Erfolg über den späteren Absteiger Laajasalon Palloseura auch einen Treffer erzielen; dieser blieb der einzige im Laufe dieser Saison. Mit der Mannschaft nahm er auch am finnischen Pokal 2013 teil, wo er mit der Mannschaft in der vierten Runde ausgerechnet dem Ligakonkurrenten Laajasalon Palloseura mit 1:3 unterlag und so vom laufenden Turnier ausschied. Zum Saisonende belegte er mit der Mannschaft den ersten Platz in der Eteläinen und bekam die Möglichkeit mit dem Team ein Aufstiegs-Play-off für die zweitklassige Ykkönen zu bestreiten. Nachdem das Hinspiel gegen den FC Jazz Pori nach zwei Treffern von Mamadou Konate in einem 2:2-Remis geendet hatte, wurde das Rückspiel, als Konate nach 18 absolvierten Minuten mit der roten Karte vom Platz geschickt wurde, mit 0:2 verloren und die Ekenäs IF musste weiter in der dritthöchste Fußballliga des Landes verweilen. Anzumerken ist auch, dass zu diesem Zeitpunkt mit Yannick Smith und Jordan LeBlanc noch zwei weitere ehemalige Monarchs-Teamkollegen in der Kakkonen vertreten waren.
Noch bevor die Mannschaft im nachfolgenden Spieljahr doch noch den Aufstieg in die Zweitklassigkeit schaffte, transferierte Alex DeJohn bereits in die höchste Spielklasse Finnlands, wo er von der Turku PS aufgenommen wurde. Auch beim finnischen Erstligisten setzte man auf DeJohn als Stammspieler und so kam er bei 33 Ligapartien auf eine Bilanz von 28 Einsätzen, wobei er fast ausschließlich in der Innenverteidigung zum Einsatz kam. Neben einem Tor, das er am 2. Juli 2014 bei einer 2:3-Auswärtsniederlage gegen Inter Turku erzielte, konnte er im Laufe des Spieljahres 2014 auch noch zwei Assists beisteuern, jedoch einen Abstieg des Teams zum Saisonende nicht abwenden. Im finnischen Ligapokal 2014 schied TPS noch als letzter der Gruppe A vorzeitig aus; im finnischen Fußballpokal 2014 schaffte er es mit der Mannschaft bis ins Achtelfinale und schied dort gegen den Zweitligisten JJK mit 0:1 aus.
Auch bei TPS hielt es DeJohn nur ein Jahr, ehe er Anfang des Jahres 2015 ablösefrei nach Norwegen zum dortigen Tippeligaen-Klub Start Kristiansand wechselte, bei dem er einen Ende 2016 auslaufenden Zweijahresvertrag unterschrieb. In der norwegischen Erstklassigkeit wurde der US-amerikanische Innenverteidiger von Beginn an von Mons Ivar Mjelde ebenfalls als Stammkraft betrachtet, musste zwischendurch jedoch auch einige Kurzeinsätze hinnehmen. Seine angestammte Position konnte DeJohn nach dem Trainerwechsel, der zwischen Ende August und Anfang September vonstattenging, und nach dem langjährigen Trainer Mons Ivar Mjelde den bisherigen Co-Trainer des Profiteams und Cheftrainer der zweiten Mannschaft, Bård Borgersen, brachte, nicht behalten. Unter Borgersen musste der US-Amerikaner auf der Ersatzbank Platz nehmen und wurde bis dato (Stand: 6. Oktober 2015) zum letzten Mal am 16. August 2015 in einem offiziellen Pflichtspiel eingesetzt. Im NM-Cup 2015 konnte DeJohn einen Einsatz verzeichnen, als er mit der Mannschaft bereits in der zweiten Runde mit 0:4 gegen den Drittligisten Vindbjart FK ausschied. Bis dato (Stand: 6. Oktober 2015) brachte es der Innenverteidiger auf 19 Tippeligaen-Einsätze, in denen er noch torlos blieb.